# Friedrich Arturovič Zander
Friedrich (Arturovič) Zander, latvijski raketni inženir nemškega rodu, * 23. avgust 1887, Riga, Latvija, † 28. marec 1933, Kislovodsk, Sovjetska zveza (sedaj Rusija).
Njegovo ime včasih pišejo tudi kot Fridrikh Tsander, (rusko Фри́дрих Арту́рович Ца́ндер) ali latvijsko 'Frīdrihs Canders'.

## Življenje in delo
Zander je skonstruiral prvo raketo na tekoče gorivo, ki je vzletela v Sovjetski zvezi in na področju kozmonavtike prispeval veliko pomembnih teoretičnih spoznanj.
Njegov oče Artur Konstantinovič je bil zdravnik. Friedrich se je šolal za inženirja in se je navdušil nad zamislimi in delom Ciolkovskega. Še posebej se je vnel za raziskovanje Marsa. Naredil je natančne izračune za potovanje do četrtega planeta Osončja. Leta 1908 je objavil svoje prvo delo o problemih medplanetarnega potovanja, kjer je opisal podrobnosti oskrbovanja vesoljcev in napovedal uporabo gojenih rastlin v rastlinjakih vesoljskih plovil. Leta 1911 je objavil načrte za vesoljsko plovilo, grajeno z gorljivimi zlitinami, ki bi vzletelo kot običajno letalo, v zgornjih delih ozračja pa bi krila, ki ne bi bila več potrebna, služila kot pogon.
Leta 1924 je s Kondratjukom in svojim mentorjem Ciolkovskim ustanovil prvo kozmonavtično društvo v Sovjetski zvezi, Društvo za raziskovanje medplanetarnih potovanj. Predlagali so, da bi Zemljino ozračje služilo kot zavora za vračajoča vesoljska plovila. Tega leta je Zander v Moskvi predal patent za raketo s krili, ki bi po njegovem mnenju lahko služila potovanju med planeti. Oktobra je na Letalskem inštitutu predaval o možnosti poleta na Mars z raketo. Po predavanju je zaključil temo o pomembnosti poleta na Mars z besedami: »ker ima ozračje in lahko vzdržuje življenje. Mars je znan kot 'rdeča zvezda' in to je znamenje naše imenitne Sovjetske armade.«
Sovjetska vlada je leta 1930 zaupala dvema skupinama izdelavo in preskuse raketnih pogonov na tekoče gorivo. Eno je vodil Zander, drugo pa Gluško. Naslednje leto 1931 je bil Zander v Moskvi med ustanovnimi člani Skupine za raziskovanje reaktivnega pogona (Группа изучения реактивного движения (ГИРД) (GIRD)) in bil eno leto njen predsednik. Skupina si je zadala nalogo izdelati rakete na tekoče gorivo. Po desetem poskusu jim je to 25. novembra 1933 z raketo GIRD-X tudi uspelo. Zander je raketo skonstruiral, vendar ni doživel njenega poleta.

## Priznanja

### Poimenovanja
Med drugim se po njem imenuje krater Zander (Tsander) na Lunini oddaljeni strani in muzej Univerze v Rigi.